# Andrés Oliva
Pour les articles homonymes, voir Oliva.
Oliva  Sánchez est un nom espagnol. Le premier nom de famille, en général paternel, est Oliva ; le second, en général maternel, souvent omis, est Sánchez.
Andrés Oliva Sánchez (né le 7 décembre 1948 à Ocaña et mort dans la même ville le 5 juillet 2023) est un coureur cycliste espagnol.

## Biographie
Vainqueur chez les amateurs du Tour des Asturies, du Tour de Navarre et du Tour de Cantabrie, il a été professionnel de 1971 à 1980. Il a remporté trois fois le classement de la montagne du Tour d'Espagne ainsi que celui du Tour d'Italie 1975 et du Tour d'Italie 1976, ex æquo avec son coéquipier Francisco Galdós.
Fin 1980, n'ayant pas trouvé d'équipe, il cesse sa carrière professionnelle.

## Palmarès

### Palmarès amateur
- 1969
  - Tour des Asturies
  - Champion d'Espagne par équipe avec la Castille
  - 9e du championnat du monde sur route amateurs
- 1970
  - Tour de Navarre
  - Tour de Cantabrie
  - Tour de Ségovie

### Palmarès professionnel
- 1971
  - 2e étape du Tour de Cantabrie
  - 2e du Tour de Cantabrie
  - 2e du Trophée Elola
  - 3e de la Subida a Arrate
- 1972
  - 1reb étape du Tour des vallées minières
  - 9e étape du Tour du Portugal
  - Tour de Majorque :
    - Classement général
    - 2e étape

  - 3e du Tour des vallées minières
- 1973
  - 3e du Grand Prix de Valence
- 1974
  - 1re étape de la Subida a Arrate
  - Klasika Primavera
  - Gran Premio Caboalles de Abajo
  - 2e de la Subida a Arrate
  - 2e du Trofeo Masferrer
  - 2e du Tour de Catalogne
  - 9e du championnat du monde sur route
- 1975
  -  Classement de la montagne du Tour d'Espagne
  -  Classement de la montagne du Tour d'Italie
  - 7e étape du Tour de Suisse
  - 1re étape du Tour de Cantabrie
- 1976
  -  Classement de la montagne du Tour d'Espagne
  - Tour de Ségovie
  -  Classement de la montagne du Tour d'Italie
  - 2e du Grand Prix de Navarre
  - 2e du championnat d'Espagne de la montagne
  - 3e du Gran Premio Nuestra Señora de Oro
- 1977
  -  Champion d'Espagne de la montagne
- 1978
  -  Classement de la montagne du Tour d'Espagne
  - 4e étape du Tour d'Aragon
  - 2ea étape du Critérium du Dauphiné libéré
  - 2e du Tour d'Aragon
  - 3e de la Prueba Villafranca de Ordizia
- 1979
  - Clásica de Sabiñánigo

### Résultats sur les grands tours

#### Tour de France
4 participations
- 1974 : 19e
- 1978 : 39e
- 1979 : 84e
- 1980 : hors-délais (1reb étape)

#### Tour d'Espagne
9 participations
- 1971 : 22e
- 1972 : 11e
- 1973 : 32e
- 1974 : non-partant (9e étape)
- 1975 : 15e,  vainqueur du classement de la montagne
- 1976 : 13e,  vainqueur du classement de la montagne
- 1977 : 17e
- 1978 : 11e,  vainqueur du classement de la montagne
- 1980 : abandon (10ea étape)

#### Tour d'Italie
2 participations
- 1975 : 14e,  vainqueur du classement de la montagne
- 1976 : 21e,  vainqueur du classement de la montagne